# Arenosphaera
Arenosphaera es un género de foraminífero bentónico considerado un sinónimo posterior de Psammosphaera de la subfamilia Psammosphaerinae, de la familia Psammosphaeridae, de la superfamilia Psammosphaeridae, del Suborden Saccamminina y del orden Astrorhizida. Su especie tipo era Arenosphaera perforata. Su rango cronoestratigráfico abarcaba el Holoceno.

## Discusión
Clasificaciones previas incluían Arenosphaera en la Superfamilia Astrorhizoidea, así como en el Suborden Textulariina y/o Orden Textulariida.

## Clasificación
Arenosphaera incluía a la siguiente especie:
- Arenosphaera perforata